# Kaunas
Kaunas (dříve česky Kovno, polsky Kowno, německy Kauen) je město ve střední Litvě ležící na soutoku hlavních litevských řek Neris a Němen (Nemunas). Město má přibližně 300 tisíc obyvatel a je tak druhým největším městem Litvy. Je také hlavním městem stejnojmenného kraje. U města se nachází Kaunaská přehrada (největší v zemi).

## Název
Název je litevského původu a pravděpodobně je odvozen od osobního jména. 
Historické cizojazyčné podoby názvu jsou vesměs odvozeny jen od základu Kaun-, neboť koncové -as je pouze litevskou koncovkou nominativu. Po druhé světové válce se ve většině jazyků prosadil tvar Kaunas jako základ, výjimkou jsou např. sousední jazyky (polština, lotyština), které si udržují své zažité formy Kowno, Kauņa.

## Historie
Kaunas byl založen patrně počátkem 11. století, první dochovaná písemná zmínka o něm pochází z roku 1361. Roku 1362 bylo město spáleno, byl zbořen i jeho hrad. Záhy však došlo k jeho obnově a v roce 1408 získalo opět městská práva. Roku 1440 se stal Kaunas členem hanzy. Město se postupně stalo obchodním centrem, ale jeho rozvoji uškodilo několikanásobné poničení ze strany Švédů, Rusů a později i napoleonské armády. Další rozvoj města nastal až ve druhé polovině 19. století, kdy se město stalo jednou z ruských hraničních pevností. Během první světové války bylo město přibližně po dobu tří let obsazeno německou armádou.
Když roku 1919 vznikla samostatná Litevská republika, stal se Kaunas jejím (oficiálně prozatímním) hlavním městem, neboť historická metropole Vilnius (kde na rozdíl od Kaunasu žil značný podíl Poláků a poměrně málo Litevců) byla předmětem litevsko-polského sporu a nakonec zůstala obsazena Polskem. V meziválečném období byla v Kaunasu postavena řada reprezentativních modernistických budov (od září 2023 zapsána na seznam světového dědictví UNESCO pod názvem "Modernistický Kaunas – architektura optimismu 1919–1939").
V důsledku paktu Ribbentrop–Molotov a následného sovětského nátlaku na Litvu byl v roce 1940 Kaunas, stejně jako celá Litva, obsazen Rudou armádou. V letech 1941 až 1944 byl Kaunas okupován vojsky třetí říše, v roce 1944 jej získal opět Sovětský svaz. 
Po rozpadu Sovětského svazu se stal Kaunas opět součástí samostatné Litvy, kde je po Vilniusu druhým nejvýznamnějším kulturním a hospodářským střediskem.

## Sport
- FK Kauno Žalgiris fotbalový klub;
- FC Stumbras fotbalový klub;
- BC Žalgiris basketbalový klub;

## Památky

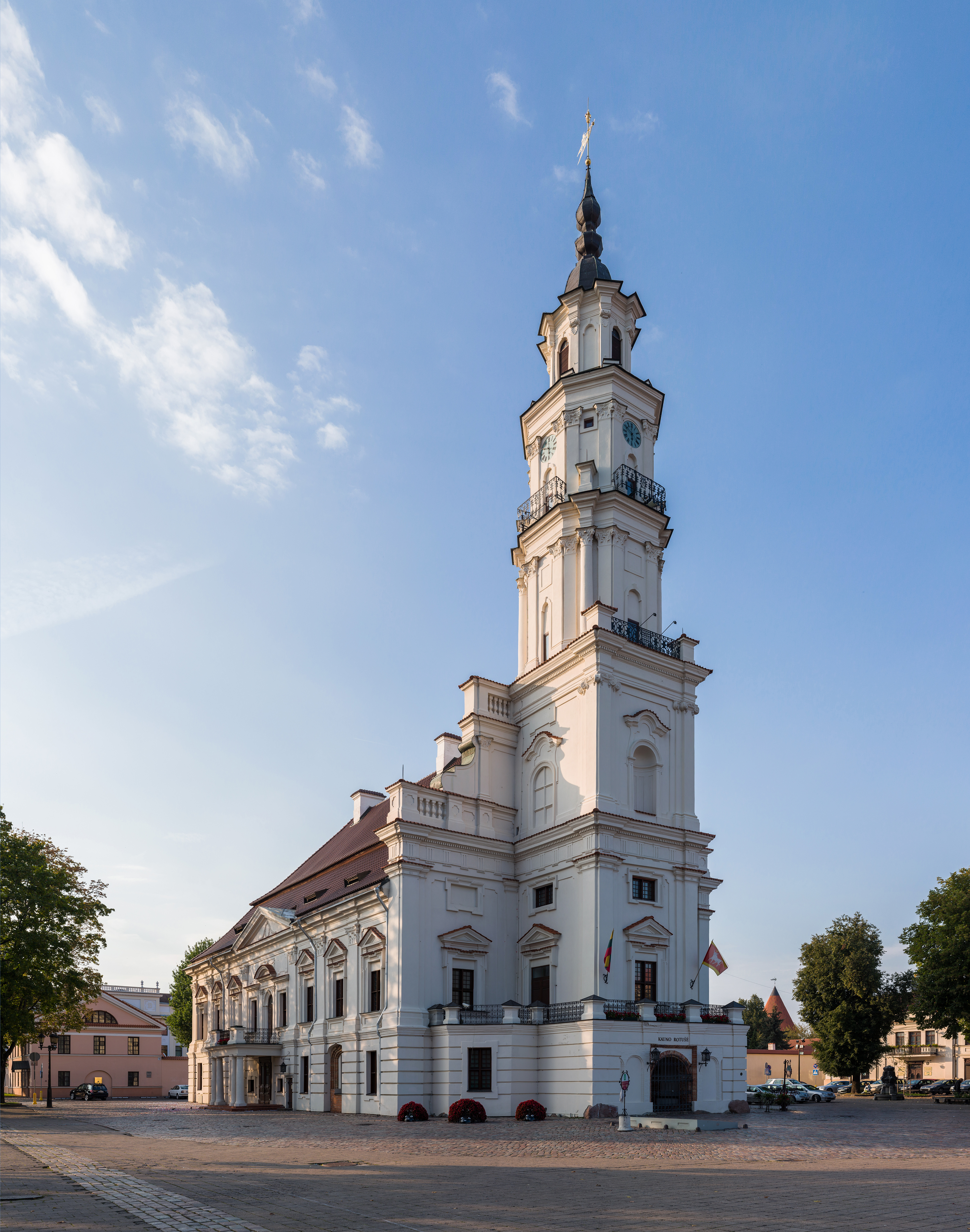
Radnice v Kaunasu

- Pozůstatky hradu Kaunas (13.–14. století)
- Katedrála sv. Petra a Pavla, gotická z 15. století, trojlodní bazilika
- kostel sv. Jiří
- Jezuitský kostel
- Barokní klášterní areál ve čtvrti Pažaislis
- Radnice (16. století)
- Palác Massalskáho
- Perkunův dům (16. století)
- Palác Godlewského
- kostel sv. Gertrudy
- Synagoga (1871)
- Mešita, v nynější podobě z roku 1934, za sovětské éry zrušena a používána k profánním účelům, po navrácení věřícím koncem 80. let 20. století a rekonstrukci slavnostně otevřena v roce 1991
- Kostel sv. archanděla Michaela – původně pravoslavný z roku 1893 v neobyzantském slohu, za meziválečné Litvy posádkový katolický kostel, za sovětské éry galerie, po roce 1991 katolický farní kostel.

## Obyvatelé podle národnosti

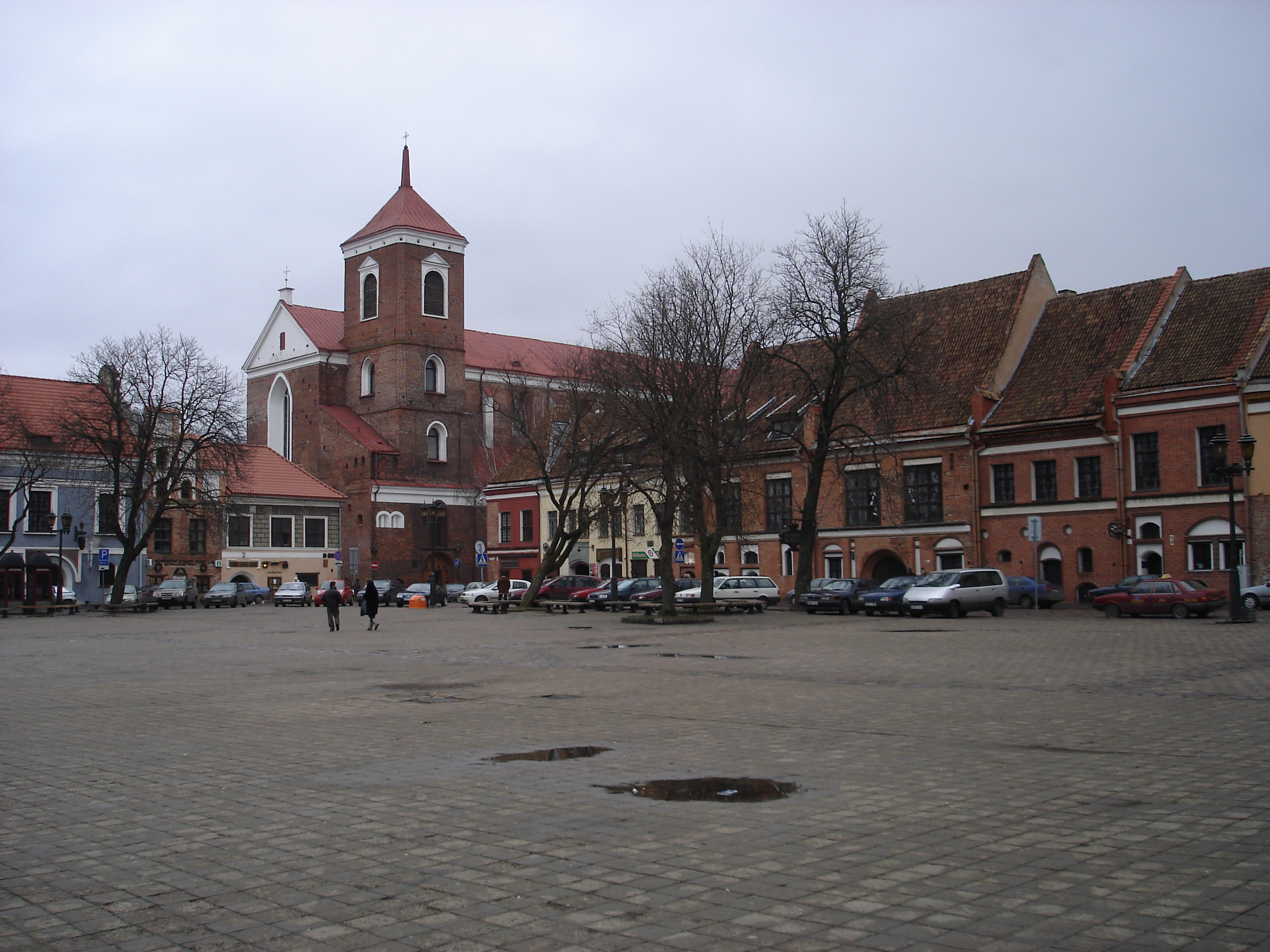
Radniční náměstí, v pozadí katedrála sv. Petra a Pavla

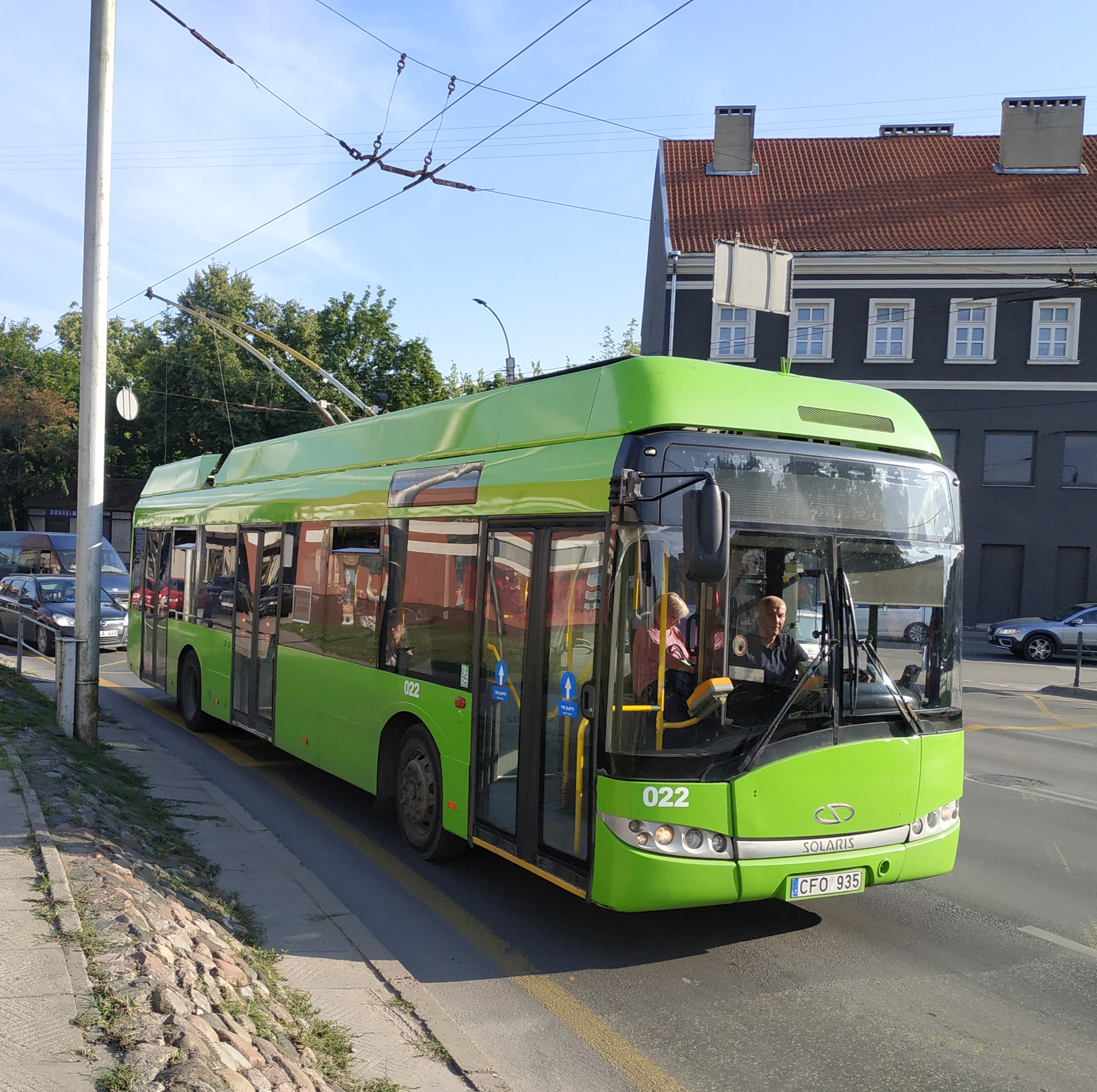
Místní trolejbus Solaris Trollino 12

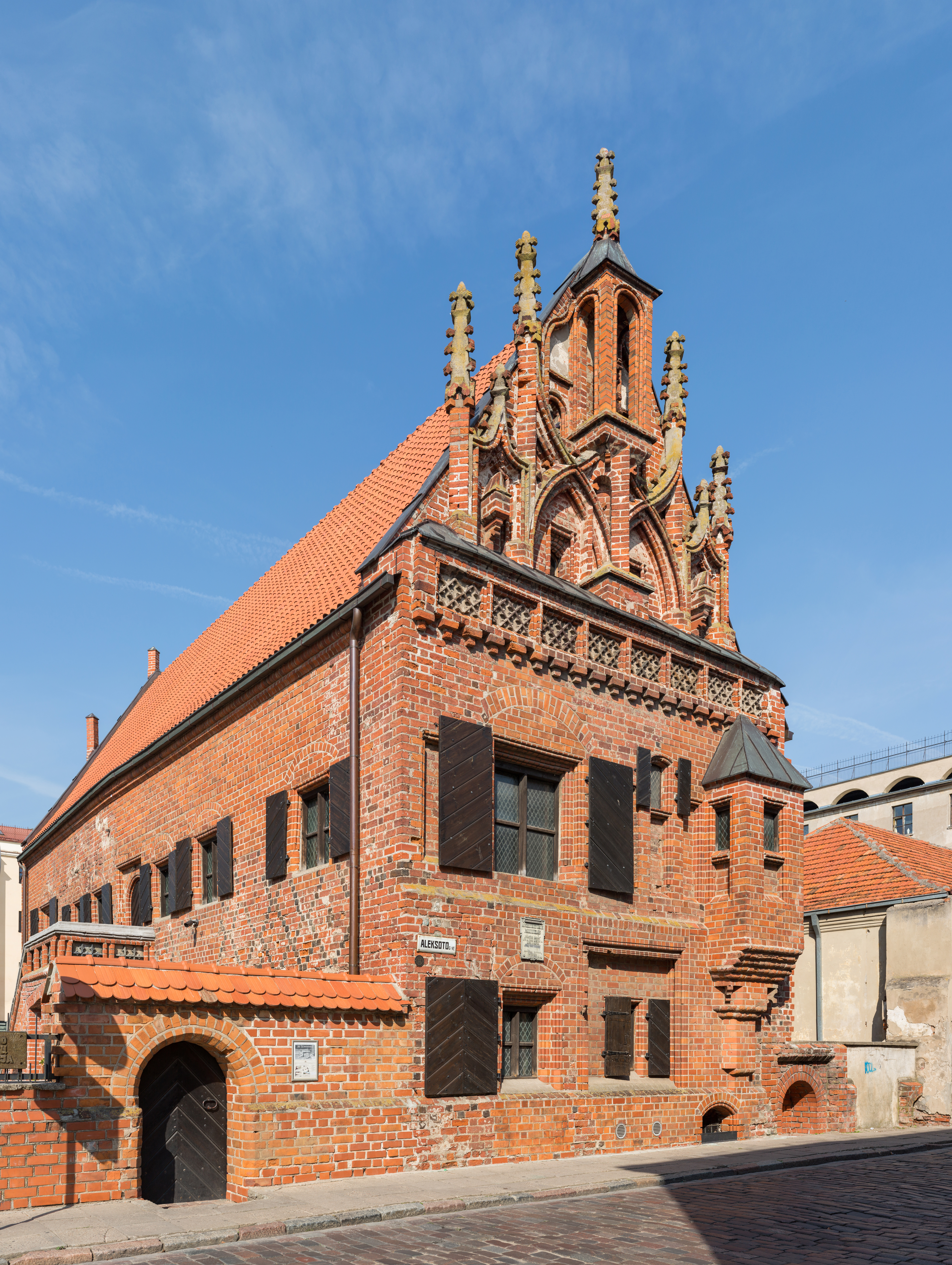
Perkunův dům v Kaunasu

v roce 2001:
1. Litevci 93,0 %
2. Rusové 4,1 %
3. Ukrajinci 1,2 %
4. Poláci 0,3 %
5. ostatní 2,4 %

v roce 1939:
1. Litevci 60 %
2. Židé 20 %
3. Poláci 10 %
4. ostatní 5 %

v roce 1919:
1. Poláci 45 %
2. Židé 30 %
3. Litevci 18 %
4. Rusové 1,5 %
5. ostatní 1 %

## Partnerská města
| Město            | Znak | Stát                           |
| ---------------- | ---- | ------------------------------ |
| Brno             |      | Česko                          |
| Los Angeles      |      | Spojené státy americké         |
| Vratislav        |      | Polsko                         |
| Białystok        |      | Polsko                         |
| Brescia          |      | Itálie                         |
| Charkov          |      | Ukrajina                       |
| Emilia-Romagna   |      | Itálie                         |
| Ferrara          |      | Itálie                         |
| Grenoble         |      | Francie                        |
| Královec         |      | Rusko ( Kaliningradská oblast) |
| Cava de' Tirreni |      | Itálie                         |
| Lazio            |      | Itálie                         |
| Linec            |      | Rakousko                       |
| Linköping        |      | Švédsko                        |
| Odense           |      | Dánsko                         |
| Rende            |      | Itálie                         |
| San Martín       |      | Argentina                      |
| Petrohrad        |      | Rusko                          |
| Sia-men          |      | Čína                           |
| Štětín           |      | Polsko                         |
| Tampere          |      | Finsko                         |
| Tartu            |      | Estonsko                       |
| Växjö            |      | Švédsko                        |

## Doprava a spojení
Městem prochází Dálnice A1.